# 瓜尔迪亚桑夫拉蒙迪
瓜尔迪亚桑夫拉蒙迪（義大利語：Guardia Sanframondi），是意大利贝内文托省的一个市镇。总面积21平方公里，人口5306人，人口密度252.7人/平方公里（2009年）。ISTAT代码为062037。